# Coridorul Rin-Dunăre
Coridorul Rin-Dunăre, anterior cunoscut sub numele Coridorul Sena-Dunăre și Coridorul Strasbourg-Dunăre, este a noua din cele nouă axe prioritare ale rețelei transeuropene de transport (TEN-T).

## Descriere
Coridorul Strasbourg-Dunăre își dezvoltă rețeaua de la Sena la Dunăre pe următoarele trei axe și prin următoarele orașe europene.
- Strasbourg – Stuttgart – München – Wels/Linz
- Strasbourg – Mannheim – Frankfurt – Würzburg – Nürnberg – Regensburg – Passau – Wels/Linz
- Wels/Linz – Viena – Budapesta – Arad – Brașov – București – Constanța - Sulina